# Niklot
Niklot (zm. 1160) – książę obodrycki (1131–1160), był jednym z możnych plemienia Obodrzyców, który walczył z Niemcami i Duńczykami o wolność swego ludu m.in. podczas krucjaty połabskiej w 1147. Jedyny słowiański władca, który pokonał wyprawę krzyżową i powstrzymał przymusową niemiecką akcję chrystianizacyjną. W stosunku do wrogo nastawionego chrześcijaństwa, starał się przez całe panowanie o przyjazne stosunki, zwłaszcza ze Świętym Cesarstwem Rzymskim i panami saskimi, uważając to za główną podstawę istnienia państwa obodrzyckiego.
Stał, wspólnie z późniejszym księciem wagryjskim Przybysławem, w 1129 na czele zbuntowanych wschodnich plemion obodrzyckich (tj. Obodrzyców właściwych i Warnów) przeciwko narzuconemu przez cesarza Lotara III z Supplinburga księciu Kanutowi Lavardowi. Wzięty do niewoli, został osadzony w twierdzy Szlezwik i wypuszczony dopiero po uznaniu Kanuta za władcę Obodrzyców, opłaceniu okupu i daniu za siebie zakładników.
Po zamordowaniu Kanuta Lavarda w 1131 obwołany księciem Obodrzyców i Warnów. W wyniku wyprawy wojennej cesarza Lotara na jego państwo musiał uznać niemieckie zwierzchnictwo nad księstwem. Był lojalny i wspomagał cesarza w jego działaniach na pograniczu (m.in. pomoc przy budowie twierdzy Segeberg). Zachował się biernie także w latach 1137–1143, kiedy to wskutek niepokojów w Saksonii po śmierci Lotara, władca Wagrów Przybysław usiłował zrzucić zależność od cesarstwa.
Dopiero w obliczu wyprawy krzyżowej z 1147 aktywniej zaczął działać w kierunku obrony względnej niezależności swojego państwa. Zaczął fortyfikować najważniejsze grody, m.in. Dubin i starał się pertraktować ze swoimi sojusznikami w cesarstwie, głównie z Adolfem II z Schauenburga, grafem holsztyńskim, w celu ochrony swojego księstwa przed krucjatą. Wobec fiaska tych rozmów zaplanował najazd na sąsiednią, już saską, Wagrię (czerwiec–lipiec 1147), zakończony zdobyciem miasta Lubeki (zamek się obronił), twierdzy Segeberg i wzięciem do niewoli znacznej liczby kobiet i dzieci. Podczas krucjaty z tego roku Niklot dowodził osobiście obroną Dubina, zadając najpierw klęskę flocie duńskiej, w wyniku czego doszło do odstąpienia od oblężenia połączonych lądowych sił sasko-duńskich. Po zakończeniu działań wojennych zawarł pokój z wojskami krzyżowymi w Dubinie, na zasadzie status quo ante, i na mocy którego Obodrzyce mieli uznać zwierzchnictwo saskie i zobowiązać się do przyjęcia chrześcijaństwa.
Wobec zdecydowanej wrogości Niklota w stosunku do wprowadzonej na mocy pokoju dubińskiego organizacji kościelnej na jego ziemiach, nie doszło do napływu księży chrześcijańskich do jego państwa. Wyczerpane walką z wojskami krzyżowymi państwo Niklota nie było w stanie samo poradzić sobie z secesją dwóch leżących na wschodzie wieleckich plemion: Chyżan i Czrezpienian w 1151 i został zmuszony do szukania pomocy w ich ujarzmieniu u grafa Adolfa. Wobec osamotnienia państwa obodrzyckiego po 1147, Niklot pozostawał uległym wasalem saskim, posyłając posiłki na wojnę z Danią w 1156. Rachuby, aby utrzymać istnienie państwa, zostały przekreślone wyprawą Henryka Lwa, księcia saskiego i bawarskiego, wnuka cesarza Lotara III.

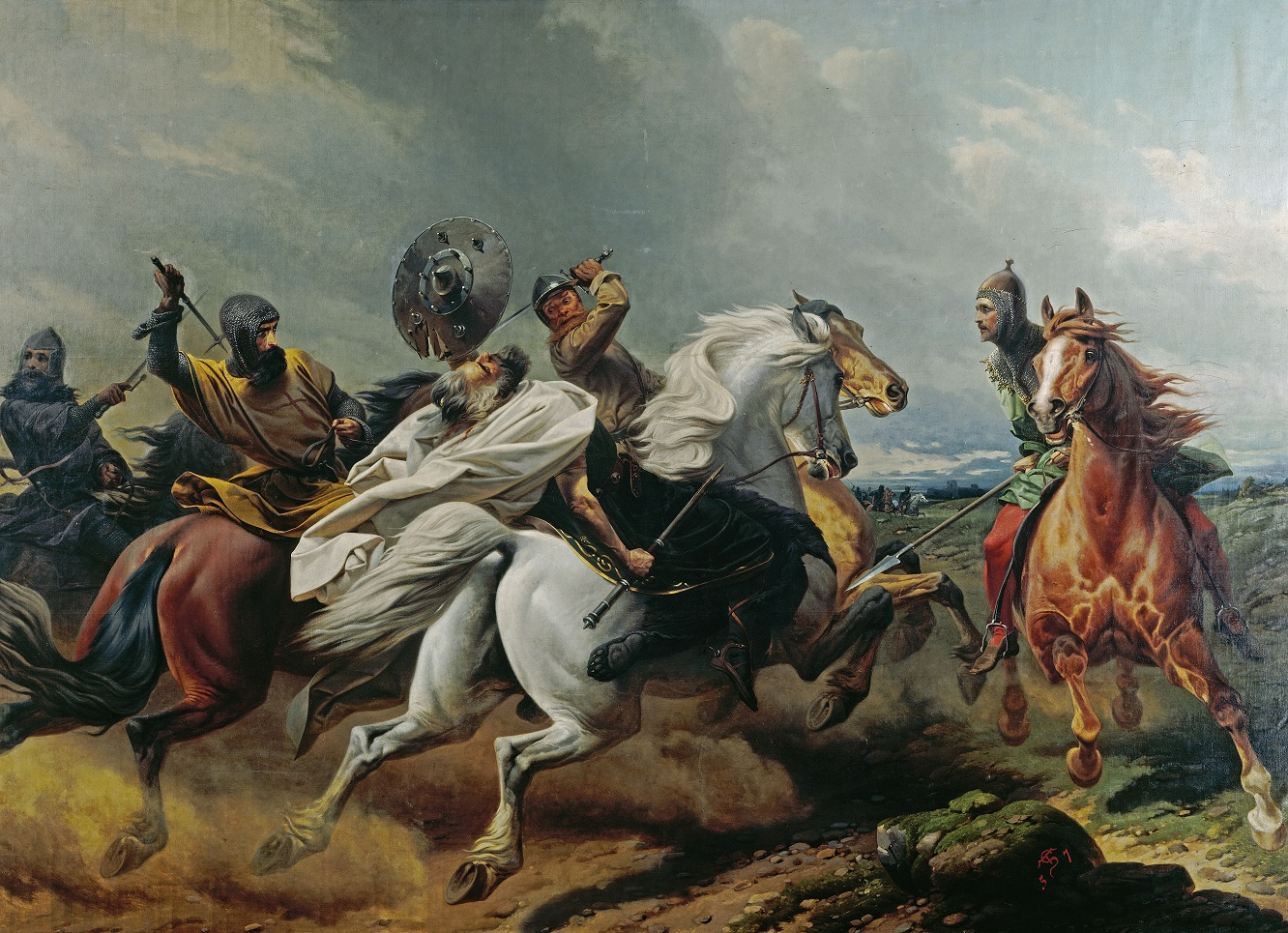
Śmierć Niklota (Niklots Tod) – obraz Theodor Schloepke z lat 1855/1857 eksponowany w Staatliches Museum Schwerin

Wobec zawiązania w 1160 koalicji między księciem saskim a królem duńskim Waldemarem I Wielkim, próbował dokonać ataku na ziemie wagryjskie i ponownie zdobyć Lubekę. Niepowodzenie tej akcji spowodowało konieczność spalenia kilku grodów, takich jak Iłów, Mechlin, Skwierzyn i Dubin, aby nie wpadły one w ręce wroga, i wycofanie się Niklota wraz z wojskiem do grodu Orle (Wurle) leżącego nad rzeką Warnawą na granicy ziemi Chyżan, gdzie pragnął się bronić. Zginął w czasie obrony Orla (dziś Werle k. Bützow w Meklemburgii) w 1160 roku podczas najazdu Henryka Lwa na jego ziemie. Zajęte tereny stały się lennem niemieckiego księcia, które nadał synom poległego władcy Słowian: Przybysławowi i Warcisławowi.
Od jego syna, Przybysława (Pribislav), wywodzi się dynastia książęca panująca w niemieckiej Meklemburgii do 1918 roku.